# Ana Lopes
Ana Lopes (Coimbra) é uma actriz portuguesa.

## Biografia
Ana Paula Aleixo Lopes, licenciou-se em Direito pela Faculdade de Direito de Lisboa e estudou Representação na New York Film Academy, no Chekhov Studio International e no TVI Actors Studio em Los Angeles. 
A sua primeira peça foi uma adaptação d'O Processo de Kafka, encenada por Pedro Wilson em 2002. Desde então, pisou muitos dos grandes palcos nacionais, mas tem trabalhado mais em Cinema e Televisão.  

## Filmografia
Fez parte do elenco de longas e curtas-metragens, série de televisão telenovelas e web series, nomeadamente: 
- 2005 - Glamour, curta-metragem realizada por Luis Galvão Teles
- 2010 - A Casa ao Lado, realizado por Maria João Ferreira
- 2010 - Contraluz, realizado por Fernando Fragata
- 2010 - Schogotten, curta-metragem realizada por André Marques
- 2010 - Acredita, realizado por Carlos Alberto M.D. Gomes
- 2010 - Eve Is Dead, realizado por Sassy Mohen
- 2010 - Lost in Azores, web serie
- 2011 - Artur, documentário realizado por Flávio Pires
- 2011 - Tremoços & Imperiais, série de televisão[3]
- 2013 - Expatriate, realizado por Renato Lucas
- 2014 - Uma Cidade Entre Nós, de Maria João Ferreira[4]
- 2015 - ...Where is She Now?, realizado por John Henry Richardson
- 2016 - Santa Bárbara, telenovela (TVI)
- 2016 - Separar, realizado por Mainak Dhar
- 2017 - ADD-TV, série (MTV2)
- 2019 - The Sea, realizado por Vu Pham
- 2020 - Fear, Actually, curta-metragem realizada por Sassy Mohen
- 2021 - A Lista, série (OPTO)
- 2022 - The Infernal Machine, realizado por Andrew Hunt (Paramount)
- 2022 - Já Nada Sei, realizado por Luís Diogo (Cine-Clube de Avanca, Filmógrafo)
- 2022 - Cavaleiro Vento, realizado por Margarida Gil
- 2023 - The Girl in the Backseat, realizado por Nick Laurant
- 2023 - Rabo de Peixe, criado por Augusto Fraga para a Netflix
- 2023 - Morangos com Açúcar, TVI e Amazon Prime
- 2024 - Santanário, realizado por João Pedro Frazão (estreia nacional no Motelx)
- 2024 - Sempre, série realizada por Manuel Pureza, RTP-1 e Amazon Prime

## Ligações Externas
- IMDb de Ana Lopes
- Prémio Actress Universe 2023 de Melhor Atriz em Romance
- Lux Woman
- Renascença
- Entrevista de rádio na Antena 3 (Fora do 5)
- Website de Ana Lopes